# Bordeaux Étudiants Club (handball)
Pour les articles homonymes, voir Bordeaux Étudiants Club.
La section handball du Bordeaux Étudiants Club est un club de handball français basé à Bordeaux.
En 1942, Nelson Paillou, futur président du Comité national olympique et sportif français, fonde la section handball et à 18 ans devient secrétaire général du club, poste qu’il occupe jusqu'en 1964. 
La section féminine a été trois fois championne de France en 1955, 1962 et 1983 et a participé à plusieurs coupes d’Europe, entre 1970 et 1982. Chez les hommes, le club a évolué au moins pendant 9 saisons en Champion de France de Nationale 1, atteignant les quarts de finale en 1968.

## Palmarès

### Section féminine
- Championnat de France (3) : 
  - Champion de France en 1955, 1962 et 1983
  - Vice-champion de France en 1954, 1956, 1960 et 1977
  - 3e en 1973 et 1985

### Section masculine
- Vainqueur du Championnat de France de D2 (1) : 1972
- Vainqueur du Championnat de France de D3 (Honneur) (1) : 1956[2]
- Nombreuses saisons en Championnat de France de Nationale 1 (actuelle D1)
  - avant 1963 : division en classement inconnu
  - 1964 : 4e de la poule B
  - 1965 : 4e de la poule Ouest
  - 1966 : 7e de la poule Ouest, maintenu après l'épreuve des barrages
  - 1967 : 4e de la poule Ouest
  - 1968 : 2e de la poule Ouest, battu en quart de finale par la Stella Sports Saint-Maur, futur champion de France
  - 1969 : 7e de la poule B, relégué en Nationale 2
  - 1970 : demi-finaliste de Nationale 2, retour en Nationale 1
  - 1971 : 8e de la poule A, relégué en Nationale 2
  - 1972 : champion de Nationale 2, retour en Nationale 1
  - 1973 : 7e de la poule A
  - 1974 : 10e de la poule B, relégué en Nationale 2
- Championnat de France Honneur (deuxième division) de handball à onze
  - Vice-champion en 1958[3]

## Personnalités liées au club

### Effectif champion de France 1983
L'effectif du BEC, champion de France 1983, était :
Gardiennes de but
- Jacqueline Brigout
- Annie Camus

Joueuses de champs
- Hélène Moulinier
- Sylvie Castel
- Dominique Trias
- Olivia Nicollon
- Sophie Labegorre
- Véronique Boutinaud
- Agnès Feynie
- Lydia Julians
- Florence Massarin
- Christine Carré.

Entraîneur
- Christine Carré

### Autres joueuses
- Stéphanie Ludwig, formée au club dans les années 1980, championne du monde en 2003
- Nathalie Ripault, internationale française participant au Championnat du monde C 1988

### Joueurs
- Gérard Dumont, international français participant au Championnat du monde 1958
- Jean Férignac, formé au club, futur international français
- Jacques Moneghetti, international français participant au Championnat du monde 1961
- Nelson Paillou, fondateur du club